# DRV PNK Stadion
Az DRV PNK Stadion (korábban: Inter Miami CF Stadion) futballstadion a floridai Fort Lauderdale-ben, az egykori Lockhart Stadion helyén. A 18 ezer férőhelyes aréna a Major League Soccerben szereplő Inter Miami CF átmeneti otthona a Miami Freedom Park befejezéséig, valamint a klub az USL League One-ban szereplő tartalék csapatának, a Inter Miami CF II-nek az állandó otthona. A stadion észak – nyugati irányba néz, így a nap nem süt a kapusok szemébe.

## Fordítás
- Ez a szócikk részben vagy egészben  az   Inter Miami CF Stadium című angol Wikipédia-szócikk fordításán alapul.  Az eredeti cikk szerkesztőit annak laptörténete sorolja fel. Ez a jelzés csupán a megfogalmazás eredetét és a szerzői jogokat jelzi, nem szolgál a cikkben szereplő információk forrásmegjelöléseként.